# 根本的な帰属の誤り
根本的な帰属の誤り（こんぽんてきなきぞくのあやまり、英: Fundamental attribution error）は、個人の行動を説明するにおいて、当人の気質や個性を過重視し、当人が置かれていた状況を軽視する傾向を言う。帰属バイアスの一種である。基本的帰属錯誤、基本的な帰属の錯誤、基本的な帰属のエラー、対応バイアス（たいおうバイアス、英: Correspondence bias）ともいう。
根本的な帰属の誤りに関する様々な実験は、社会心理学自体が成り立っている証拠である。
人は他人の行動を根拠なくその人の「種類」によって決定されていると見、社会的かつ状況的な影響を軽視する傾向がある。また、自身の行動には逆の見方をする傾向がある。この矛盾を「行為者-観察者バイアス（Actor-Observer bias）」と呼ぶ。
この用語は、Edward E. Jones (エドワード・ジョーンズ)と Victor Harris (ビクター・ハリス)の古典となった実験の数年後、Lee Ross (リー・ロス)が名づけたものである。ロス は「根本的な帰属の誤り」を社会心理学の根底を成す概念であるとした。
ジョーンズはロスの用語について「過度に挑発的で多少誤解を招いている」と書き、また冗談で「私が最初に思いつきたかった」とも書いている。さらに後の心理学者である Daniel Gilbert (ダニエル
・ギルバート)らが「対応バイアス」という用語を同じ意味で使い始めた。
マルコム・グラドウェルは、根本的な帰属の誤りについてもの柔らかな定義をした。彼はそれを、測定された特徴から無関係な特徴への外挿であると定義した。彼が上げた例は「時間に正確な学生が、クラスに毎回出席するかとか、彼の部屋や服装がきちんとしているかには何の関係もないことを示した研究」である。この定義は動機付けの比較というよりも行動の比較を基礎としており、グラドウェルは人間の本質という複雑な問題を避けた。

## 初期の研究:ジョーンズとハリス (1967)
エドワード・ジョーンズとキース・デイビスの初期の理論に基づき、ジョーンズとハリスは、行動を強く規定するような要因があるときでさえ、行動を促進するような特性を推論する傾向がある。この仮説は、基本的な帰属の誤りによって否定された。
実験対象者は、フィデル・カストロに関する賛成派と反対派の文章を読む。実験対象者はカストロびいきの作者の態度を評価するよう依頼される。実験対象者がその作者が自身の思想に忠実にその文章を書いたと信じている場合、そのような文章を書くのは当然として自然な評価をした（作者の気質に帰属させた）。しかし、ジョーンズとハリスの仮説に反して、作者はコイントスでどちらの立場で文章を書くかを決めたのだと教えられても、評価は変わらなかった。つまり、実験対象者は作者が置かれた状況的制限の影響を認めることができず、誠実な信念を作者に帰することを抑えられなかった。

## 原因
根本的な帰属の誤りの原因には定説が存在しない。1つの仮説は、誤りが主に視点に起因するとする。我々が他者を観察するとき、観察対象者が第一の参照点となる。我々が自分自身を観察するとき、我々は焦点が自分にあることを意識する。従って、他者の行動の帰属は、我々が気づかない可能性のある状況の力ではなく、対象としている人そのものに集中すると考えられる。心理学ではこれを「顕現性(salience)」と呼ぶ。ある要因の顕現性が強いほど、行動をその要因に帰する可能性が高くなる。

## 特権隠蔽
根本的な帰属の誤りを認識していない場合、特権の隠蔽という問題が生じる。これは、他者の成功を個人の能力のみに帰属させ、その背景にある社会的・経済的な特権を見過ごしてしまうことである。このような認識は、社会における機会の不平等を看過し、公平性への意識を低下させる。結果として、社会の安定を損なう要因となりうる。

## 誤りの影響を低減するには
根本的な帰属の誤りの影響を低減する技法はいくつか発見されている。
- 一致する情報に注意する。同じ状況に置かれた人がほとんど同じ行動をする場合、その状況がその行動の原因であると考えられる。
- 同じ状況で自分ならどう行動するかを自問する。
- 見えない原因を探す。特にあまり顕現性のない要因を探す。